# Inscrições de Jevari
As inscrições de Jevari (em georgiano: ჯვრის წარწერები) são inscrições em língua georgiana escritas em assomtavruli do Mosteiro de Jevari, uma basílica situada próximo de Misqueta, na Geórgia. As inscrições mencionam os príncipes georgianos Estêvão I, Demétrio, o Hípato e Adanarses I. Contudo, o professor Cyril Toumanoff discorda dessa visão e identifica estes indivíduos com Estêvão II, Demétrio e Adanarses II, repetidamente. As inscrições estão datadas dos séculos VI-VII.

## Inscrições

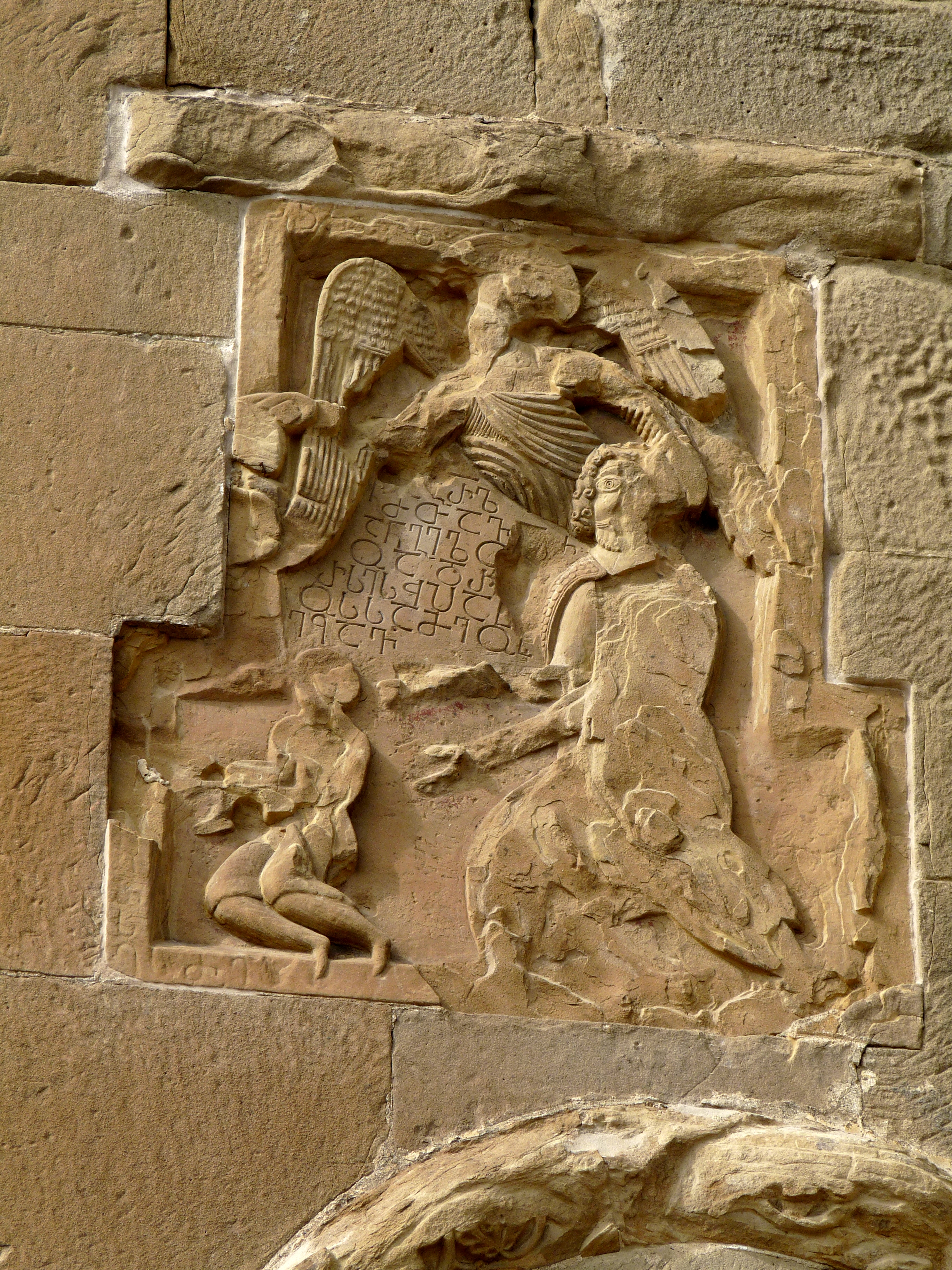

### Inscrição 1
| “ | Ⴍ ႫႠႺ ႭႥႰႨႱႠ Ⴍ ႱႲႤႴႠႬႭ Ⴑ ႵႠႰႧႪႨႱ Ⴀ ႮႠႲႰႨ ႩႨႭႱႨ ႸႤ | ” |

- Tradução: "Cruz de Nosso Salvador, tenha misericórdia de Estêvão, o patrício de Cártlia."

### Inscrição 2
| “ | ႼႭ ႫႵ Ⴊ Ⴋ ႧႠႥႠႰႠႬႢႤႪႭႦႭ ႣႤႫႤႲႰ ႤႱ ჃႮႠ ႲႭႱႱ Ⴀ ႫႤႭ Ⴞ ႾႤႷ ႠႥ | ” |

- Tradução: "São Miguel Arcanjo, tenha misericórdia de Demétrio, o hípato."

### Inscrição 3
| “ | ႼႭ ႢႰႪ ႫႧႠႥ ႠႬႢႤႪႭ Ⴍ ႠႣႰ ႰႱႤႱ ჃႮႠႲ ႭႱႱႠ ႫႤႭႾ ႤႷႠႥ | ” |

- Tradução: "São Gregório Arcanjo, tenha misericórdia de Adanarses, o hípato."

### Inscrição 4
| “ | ႼႭ ႱႲႤ ႵႭႡႳႪ ႱႲႨ ႸႤ | ” |

- Tradução: "São Estêvão, tenha misericórdia de Cobul Estêvão."